# The Order (2001)
The Order (bra: A Irmandade; prt: The Order: Cruzada Final) é um filme estadunidense de 2001, dos gêneros ação, drama e aventura, dirigido por Sheldon Lettich.

## Sinopse
Um especialista em artefatos chamado Rudy é forçado a viajar até Jerusalém para recuperar um pergaminho sagrado, em troca da liberdade de seu pai, seqüestrado por um grupo de fanáticos religiosos.
A missão, entretanto, acaba não saindo como o planejado: Rudy é acusado de assassinato por um astuto detetive e passa a ser perseguido pela polícia local. Enquanto tenta salvar sua pele, ele recebe a ajuda de uma bela e misteriosa garota (Sofia Milos). É apenas o início de uma grande aventura.

## Elenco
- Jean Claude Van Damme .... Rudy Cafmeyer / Charles Le Vaillant
- Sofia Milos .... Dalia Barr
- Charlton Heston .... Professor Walter Finley
- Brian Thompson .... Cyrus Jacob
- Ben Cross .... Ben Ner
- Vernon Dobtcheff .... Oscar Cafmeyer
- Sasson Gabai .... Yuri
- Alon Abutbul .... Avram